# Ballinaglera
Ballinaglera (Iers:Baile na gCléirach)  is een plaats in het Ierse graafschap Leitrim. Het ligt aan de oostkant van Lough Allen.